# Danielle Carruthers
Danielle Carruthers (ur. 22 grudnia 1979) – amerykańska lekkoatletka specjalizująca się w biegach przez płotki.
W 2001 zajęła ósmą lokatę na uniwersjadzie, a w 2006 była czwarta podczas rozegranych w Moskwie halowych mistrzostw świata. Srebrna medalistka mistrzostw świata w Daegu (2011). Zwyciężczyni łącznej punktacji Diamentowej Ligi 2011 w biegu na 100 metrów przez płotki. Stawała na podium mistrzostw USA.
Rekordy życiowe: bieg na 60 m przez płotki – 7,88 (11 marca 2006, Moskwa); bieg na 100 m przez płotki – 12,47 (3 września 2011, Daegu). 

## Osiągnięcia
| Rok  | Impreza                             | Miejsce   | Konkurencja                | Lokata     | Wynik |
| ---- | ----------------------------------- | --------- | -------------------------- | ---------- | ----- |
| 2001 | Uniwersjada                         | Pekin     | bieg na 100 m przez płotki | 8. miejsce | 13,53 |
| 2006 | Halowe mistrzostwa świata           | Moskwa    | bieg na 60 m przez płotki  | 4. miejsce | 7,95  |
| 2006 | Światowy finał lekkoatletyczny IAAF | Stuttgart | bieg na 100 m przez płotki | 7. miejsce | 12,89 |
| 2009 | Światowy finał lekkoatletyczny IAAF | Saloniki  | bieg na 100 m przez płotki | 8. miejsce | 13,37 |
| 2011 | Mistrzostwa świata                  | Daegu     | bieg na 100 m przez płotki | 2. miejsce | 12,47 |